# Parcul Rîșcani
Parcul „Dumitru Rîșcanu”, colocvial cunoscut drept Parcul Rîșcani, este un parc din Chișinău, sectorul omonim, amplasat în perimetrul străzilor Alecu Russo (la nord), Mihail Sadoveanu (est), Vadul lui Vodă (sud) și Braniștii cu câteva stradele minore (în vest). Râul Țiganca traverează parcul de la nord la sud. 
Parcul este dominat de specii locale de copaci: salcâm alb, tei argintiu, plop piramidal, salcie, etc. În centrul parcului se află un lac cu o suprafață de 12 hectare.
În perioada sovietică a fost numit parcul Boris Glavan, în cinstea lui Boris Glavan, un partizan sovietic moldovean din Al Doilea Război Mondial.
Parcul are mai multe zone de recreere, terenuri de volei de plajă și badminton. Pe parcursul anilor 2022-2024, a fost reabilitat, fiind schimbat pavajul, au fost instalate bănci noi, precum și amenajate noi spații de agrement. De asemenea, a fost construită o pistă pentru alergat, iar în jurul lacului a apărut o alee circulară.

## Galerie de imagini

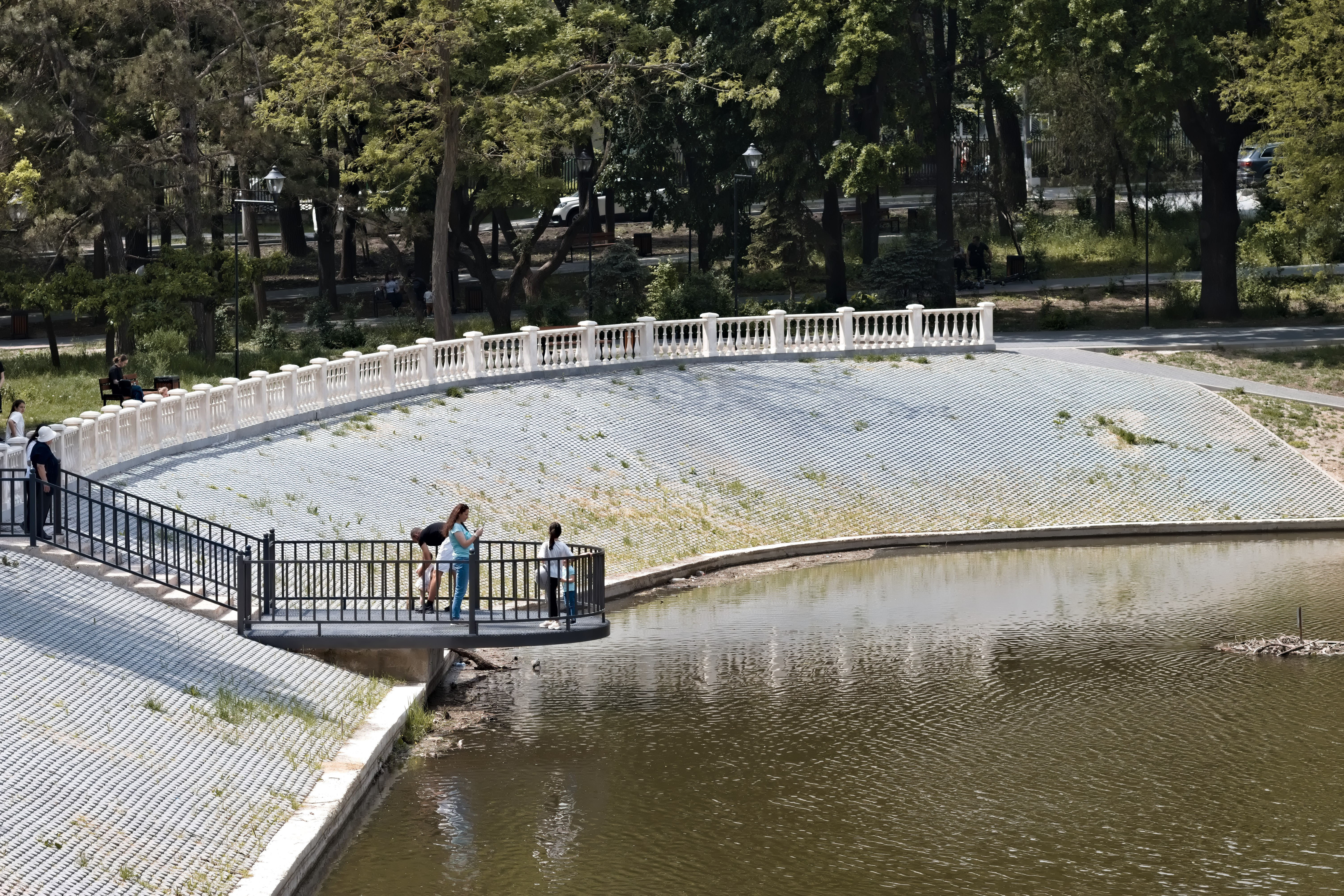
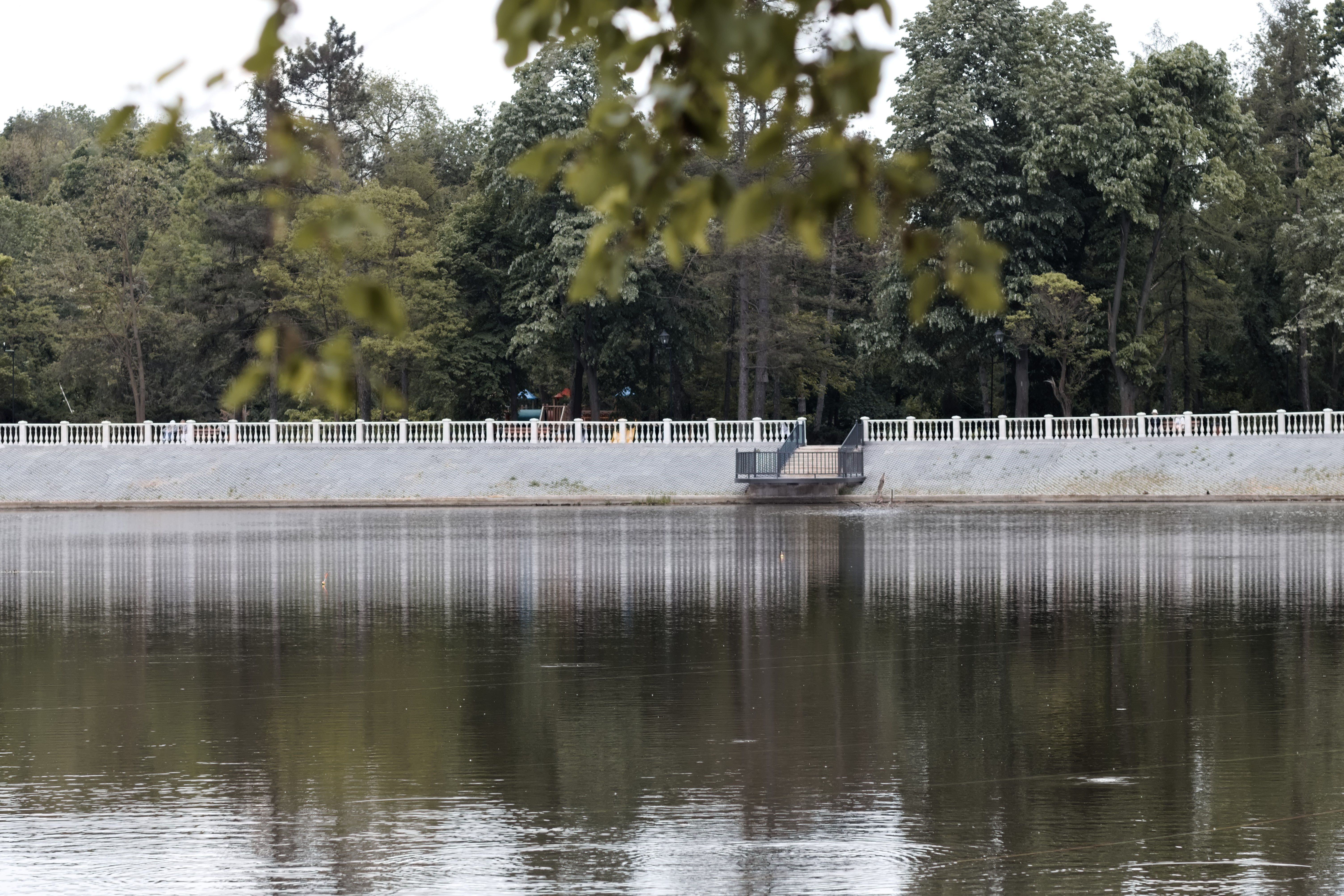
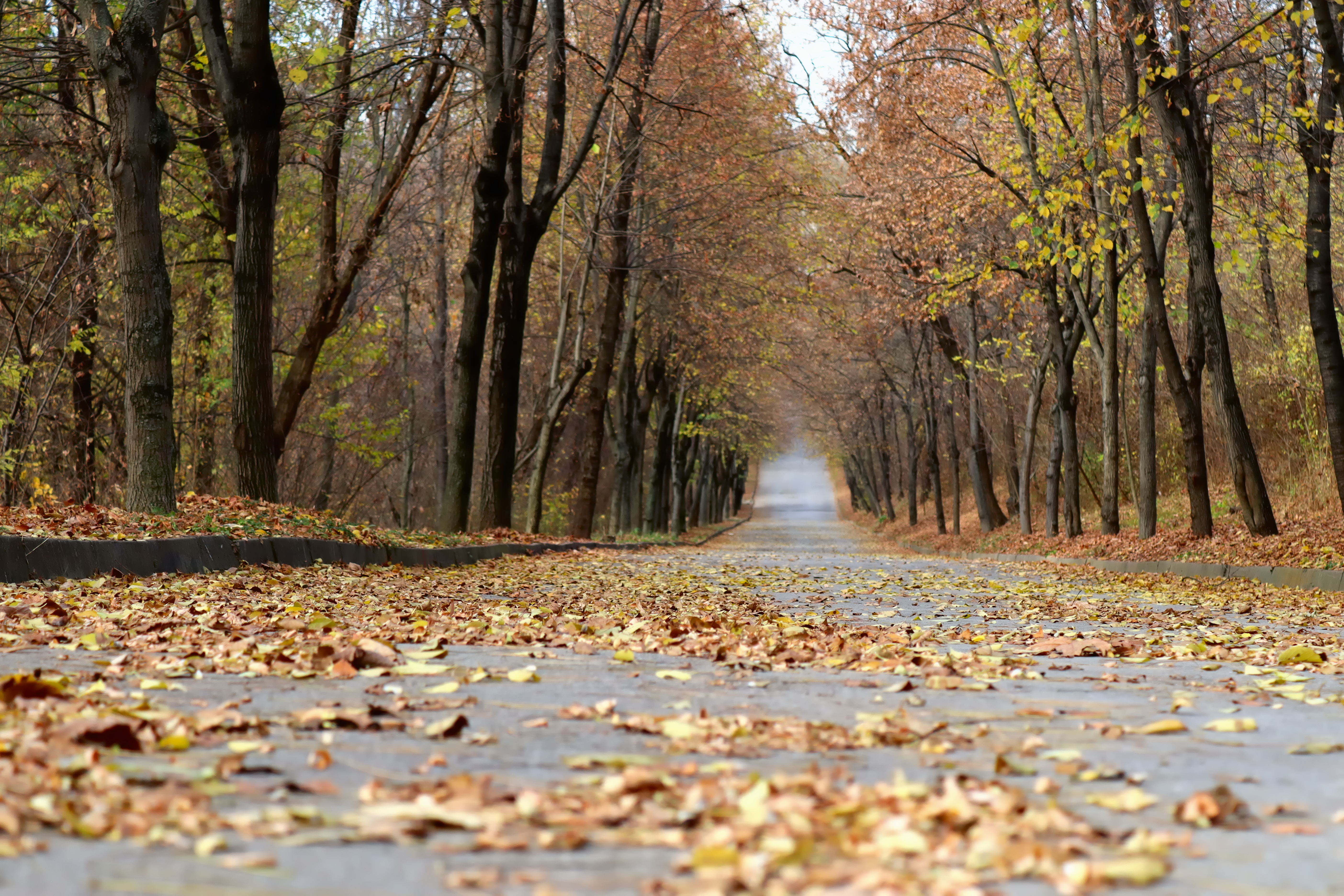
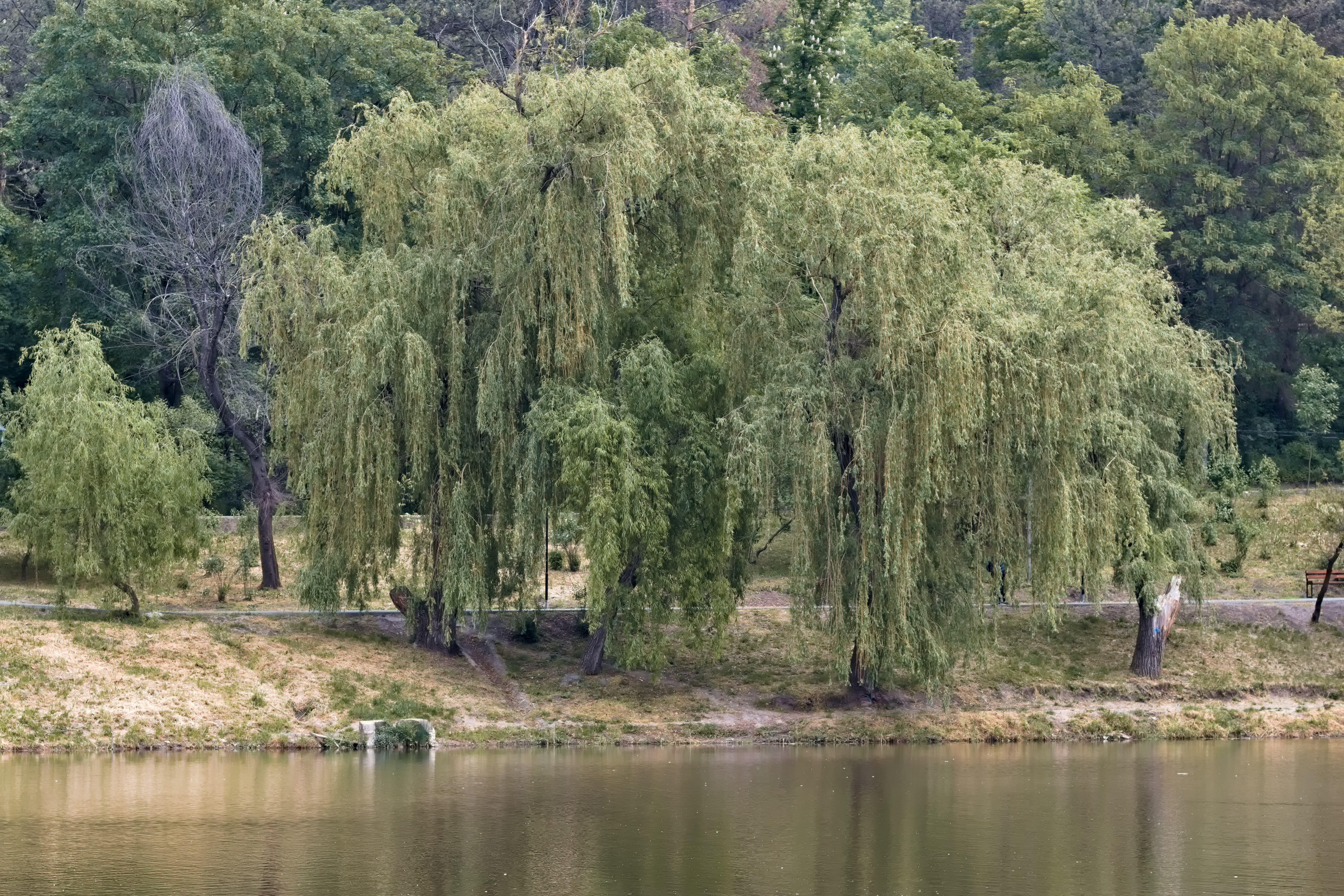
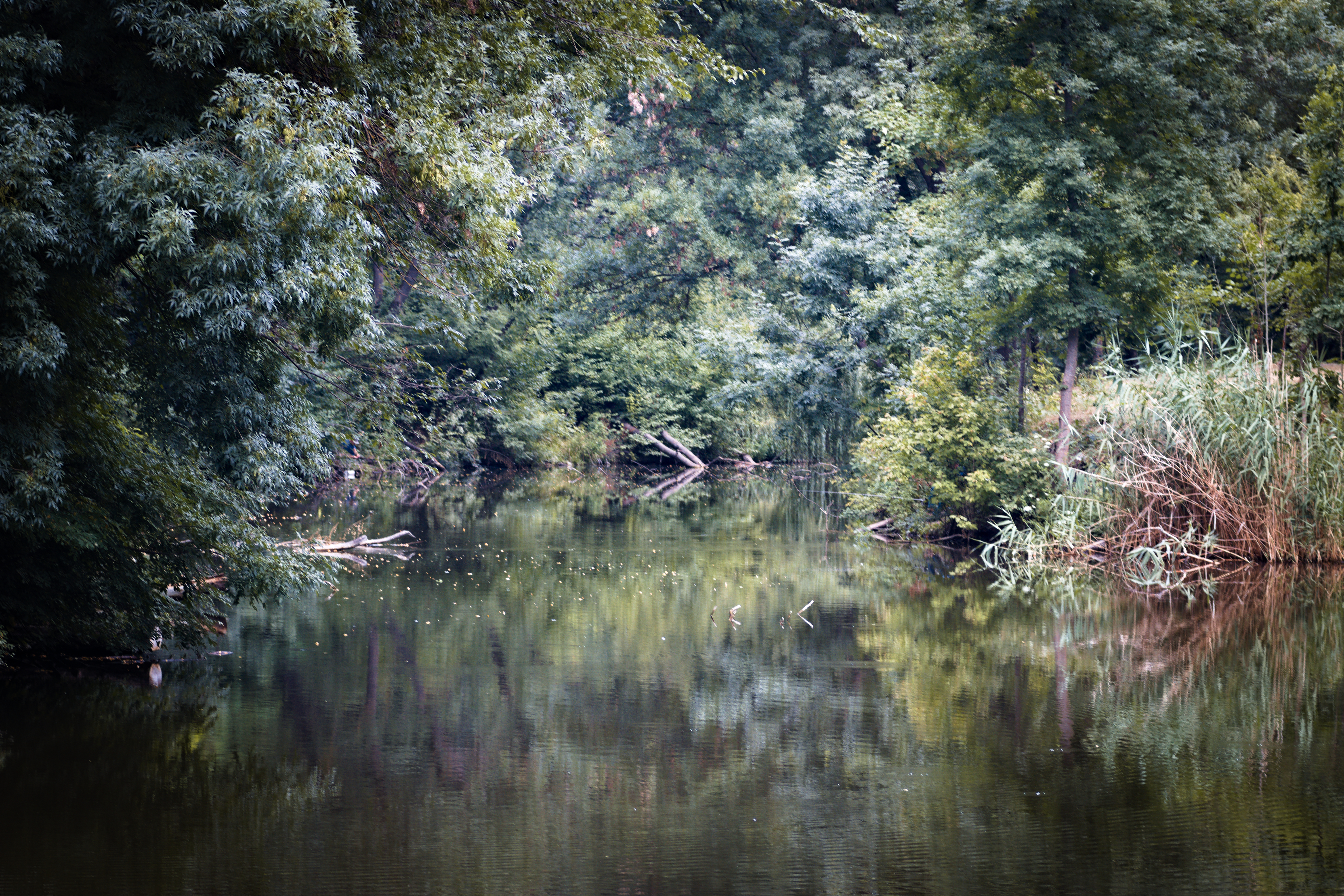
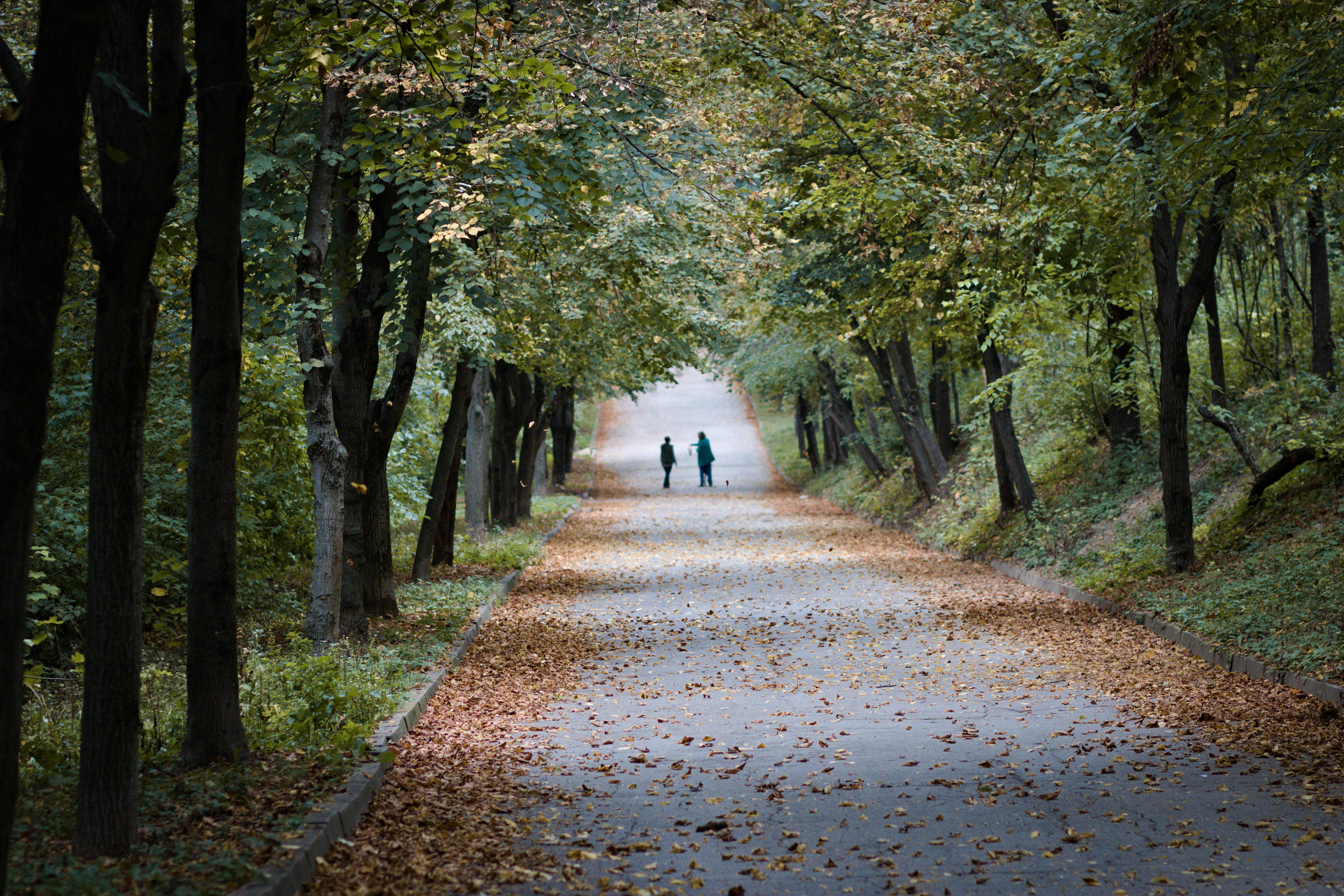
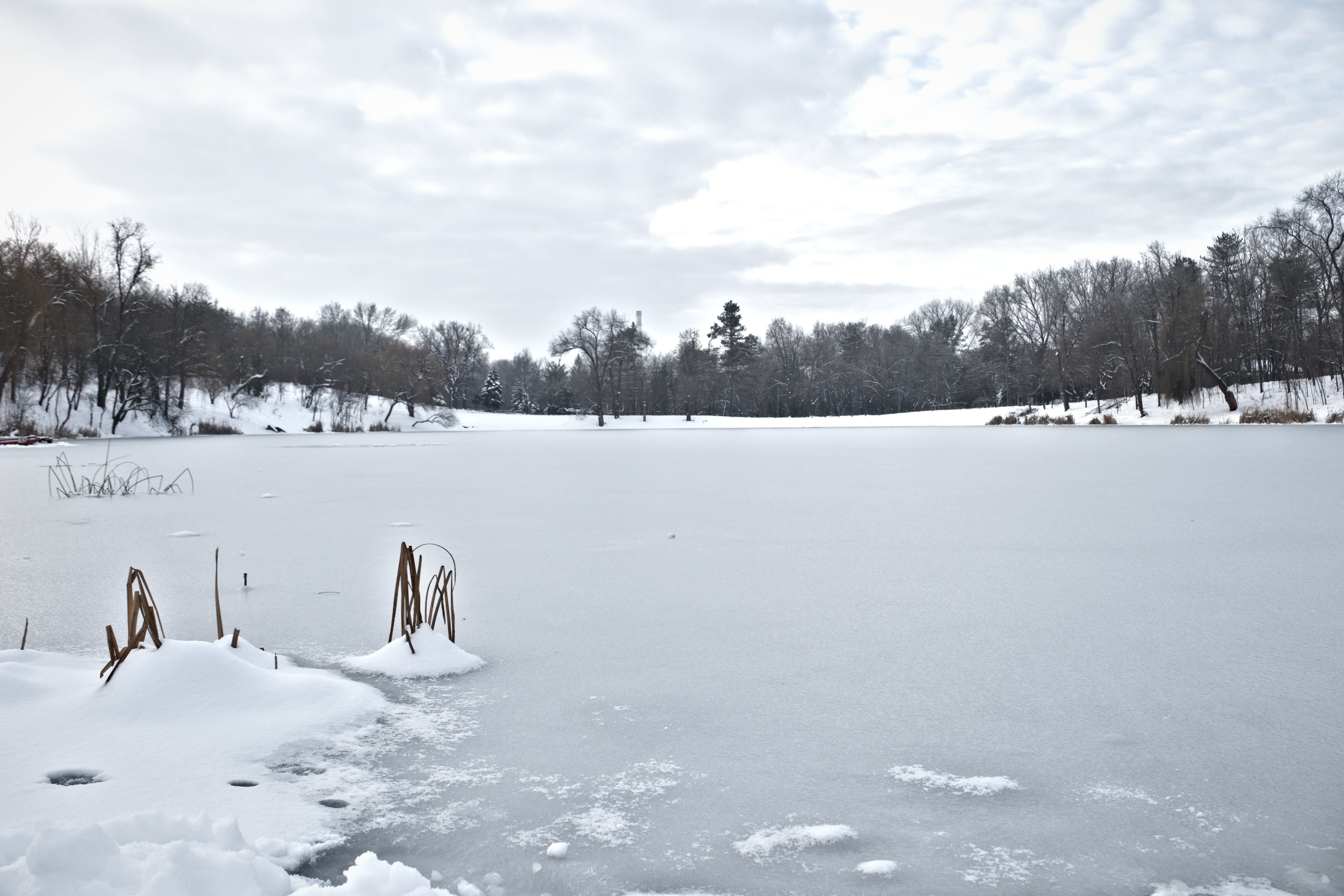

Faună

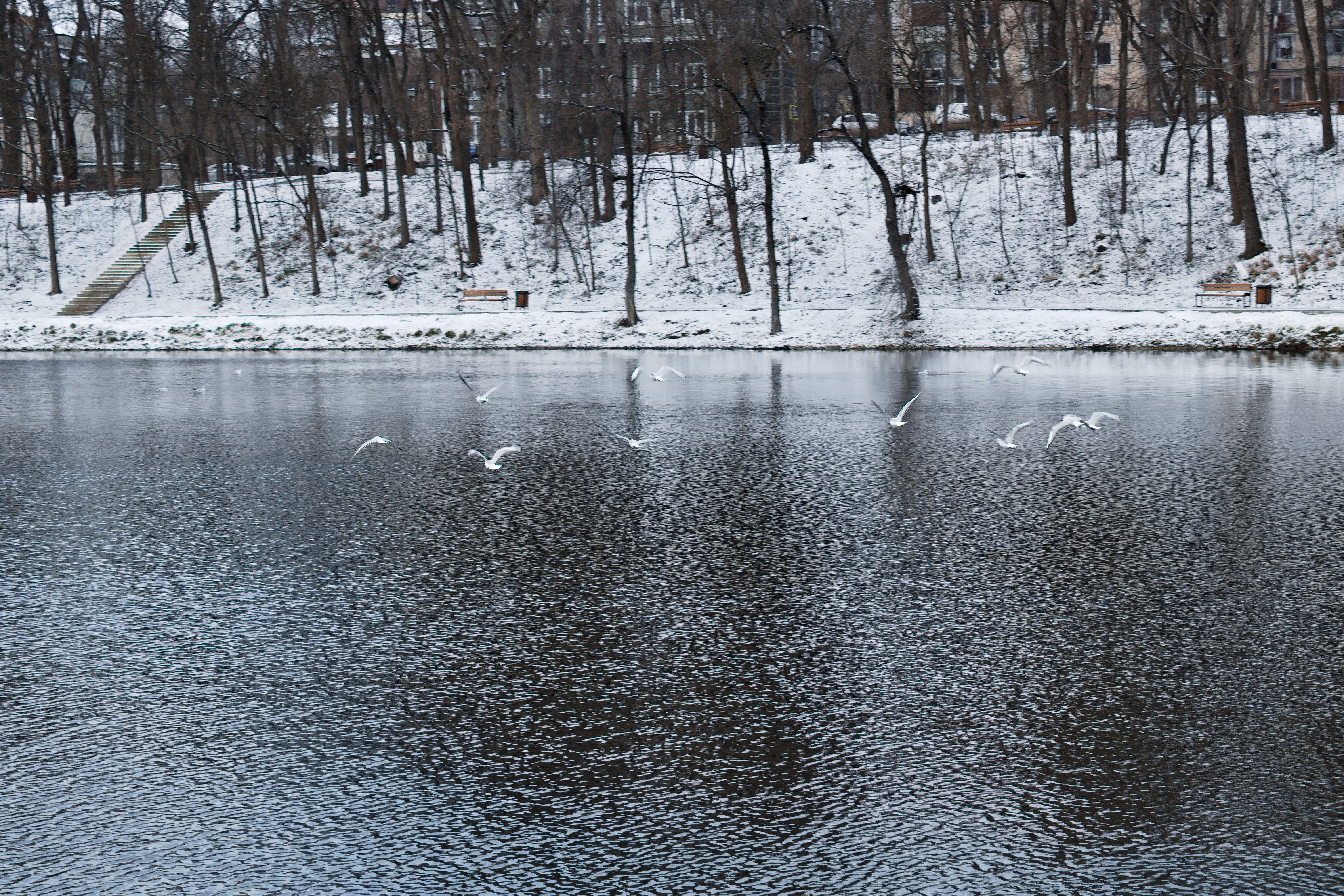
Pescăruși
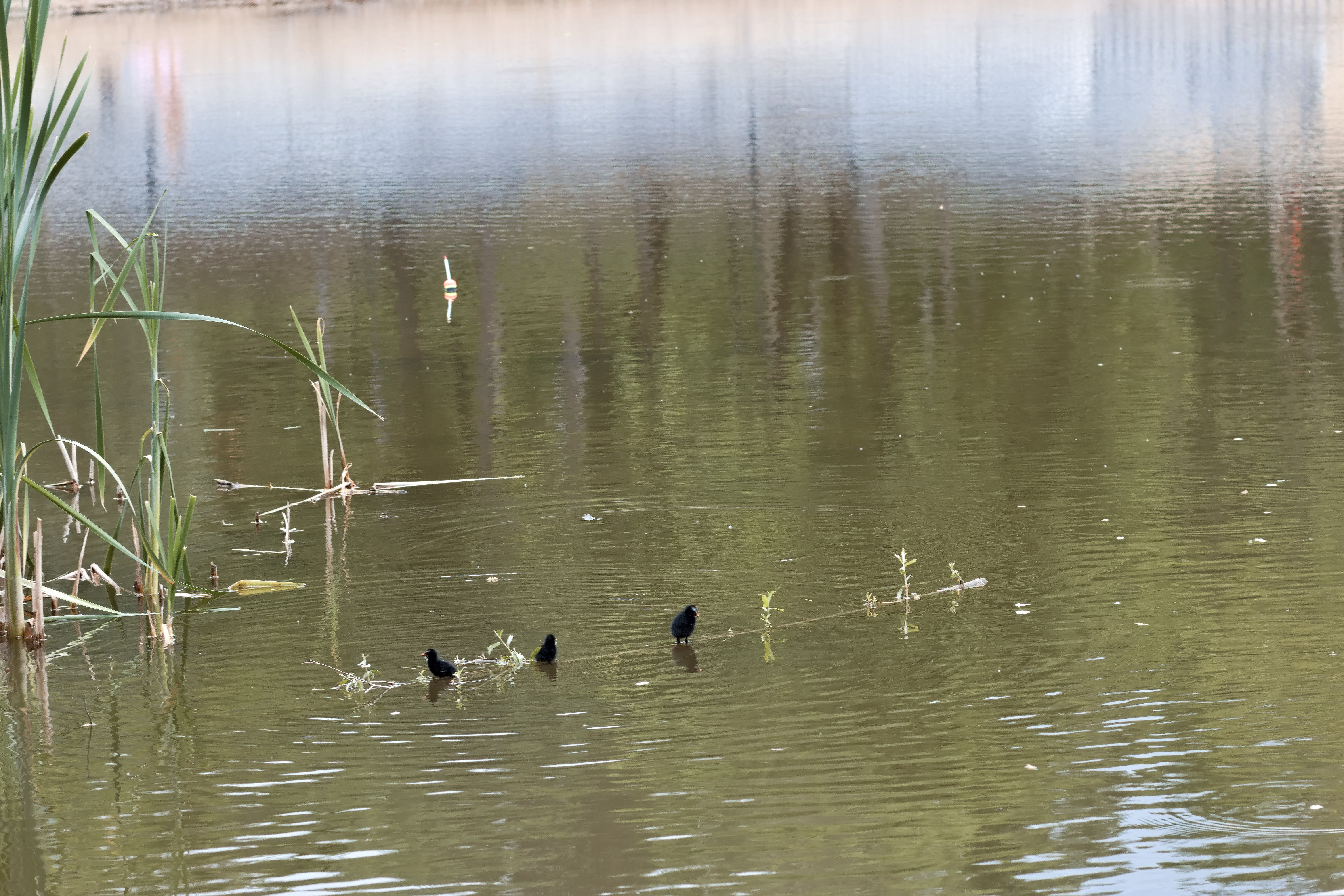
Pui de găinușă de baltă
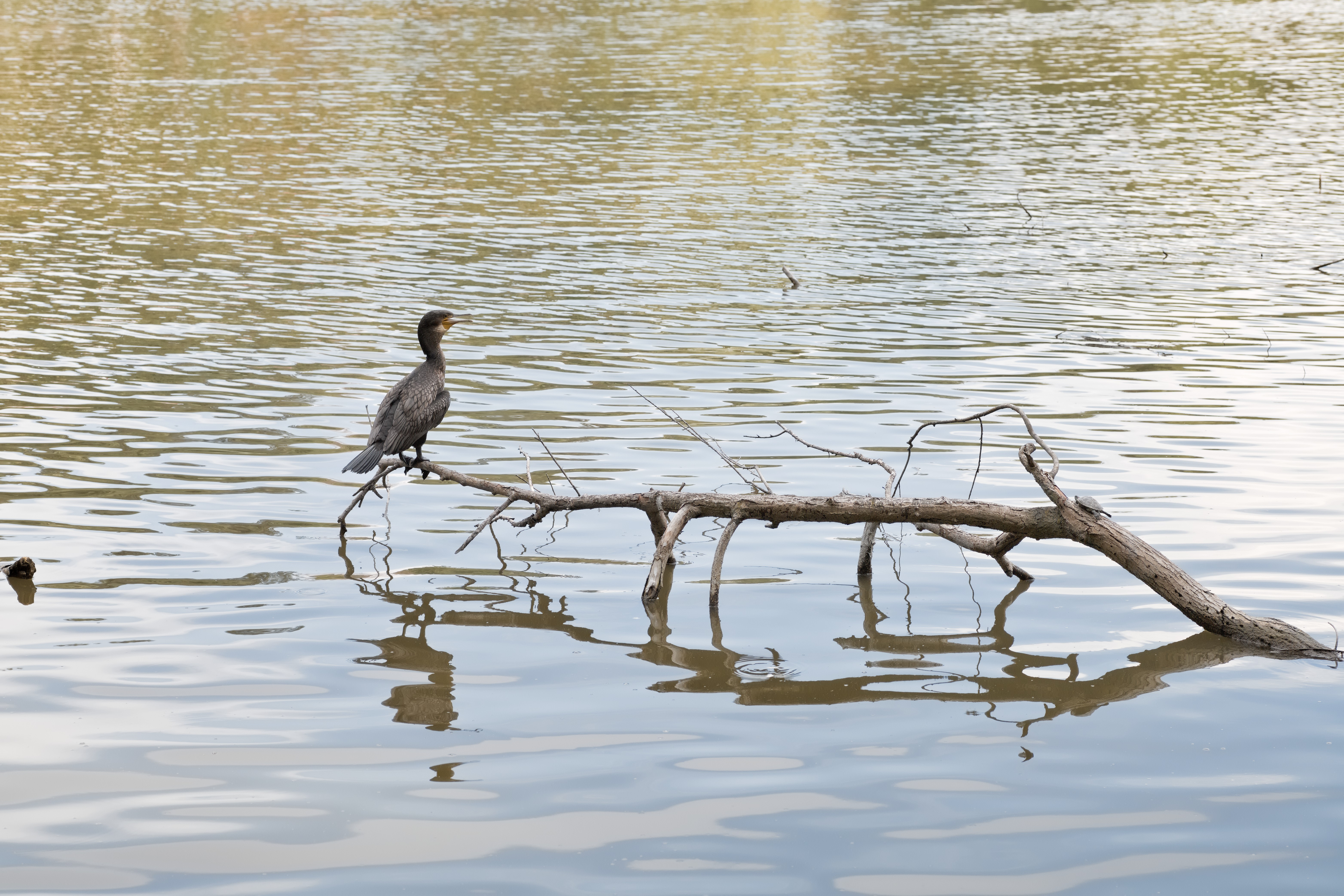
Cormoran comun
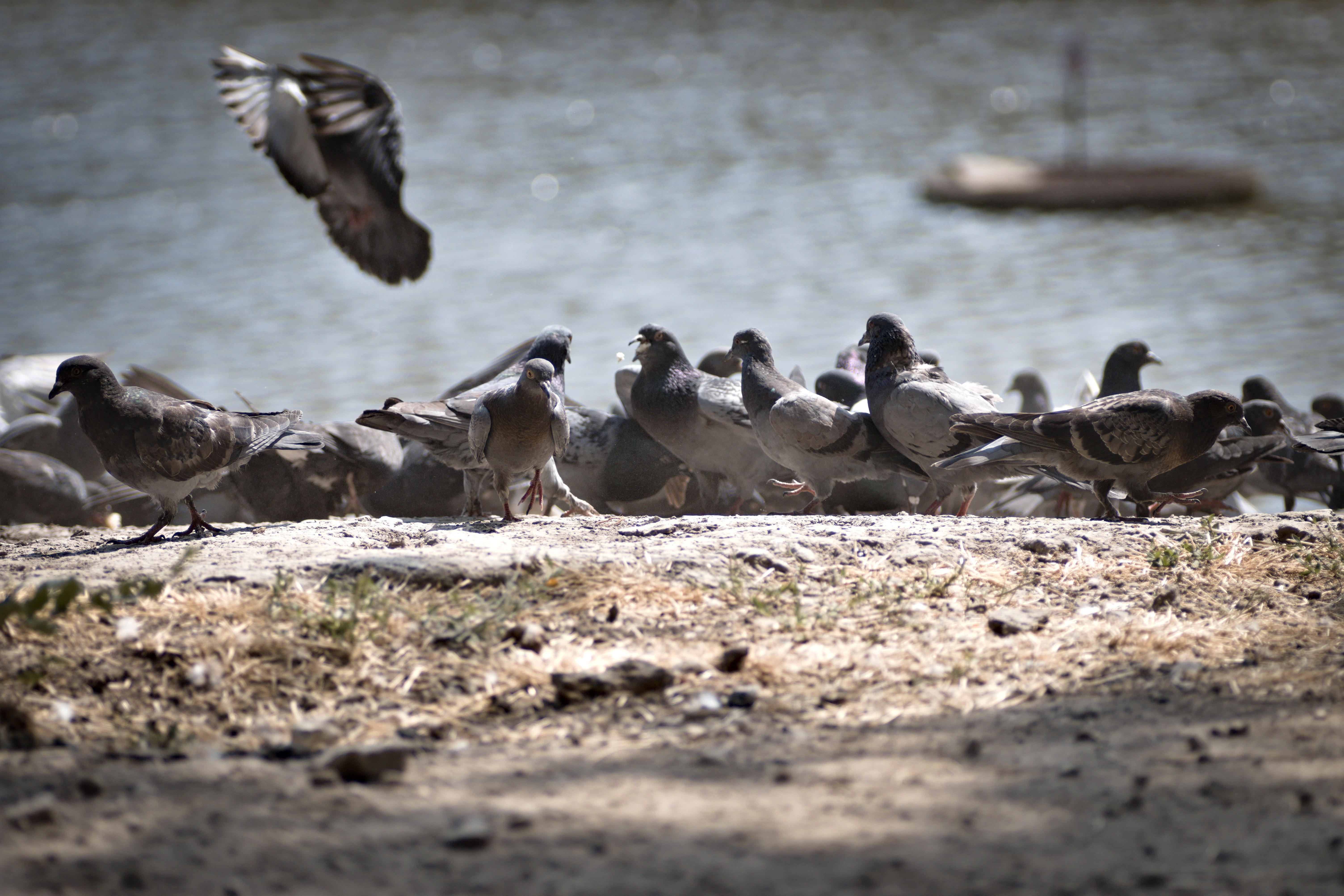
Porumbei
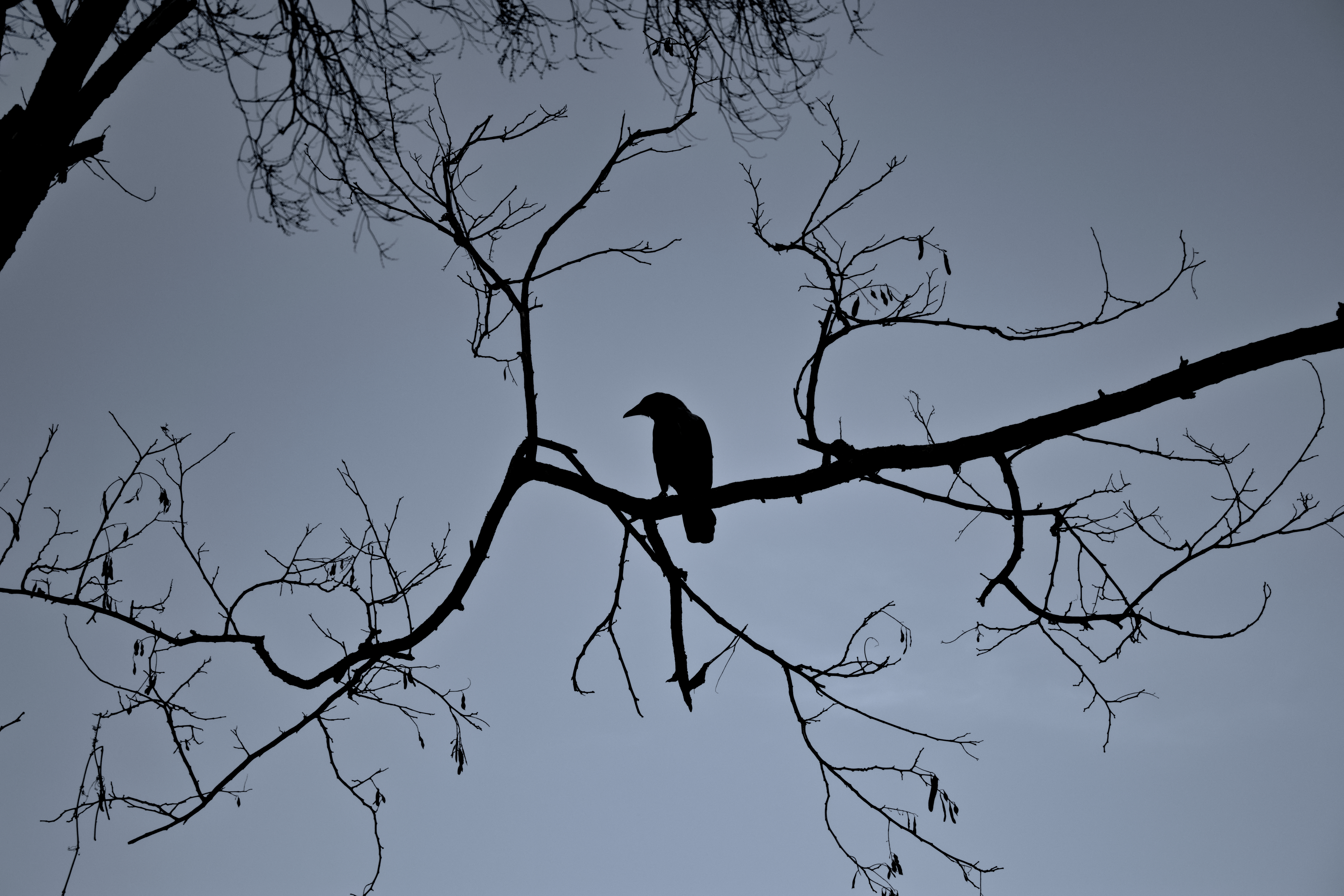
Cioară
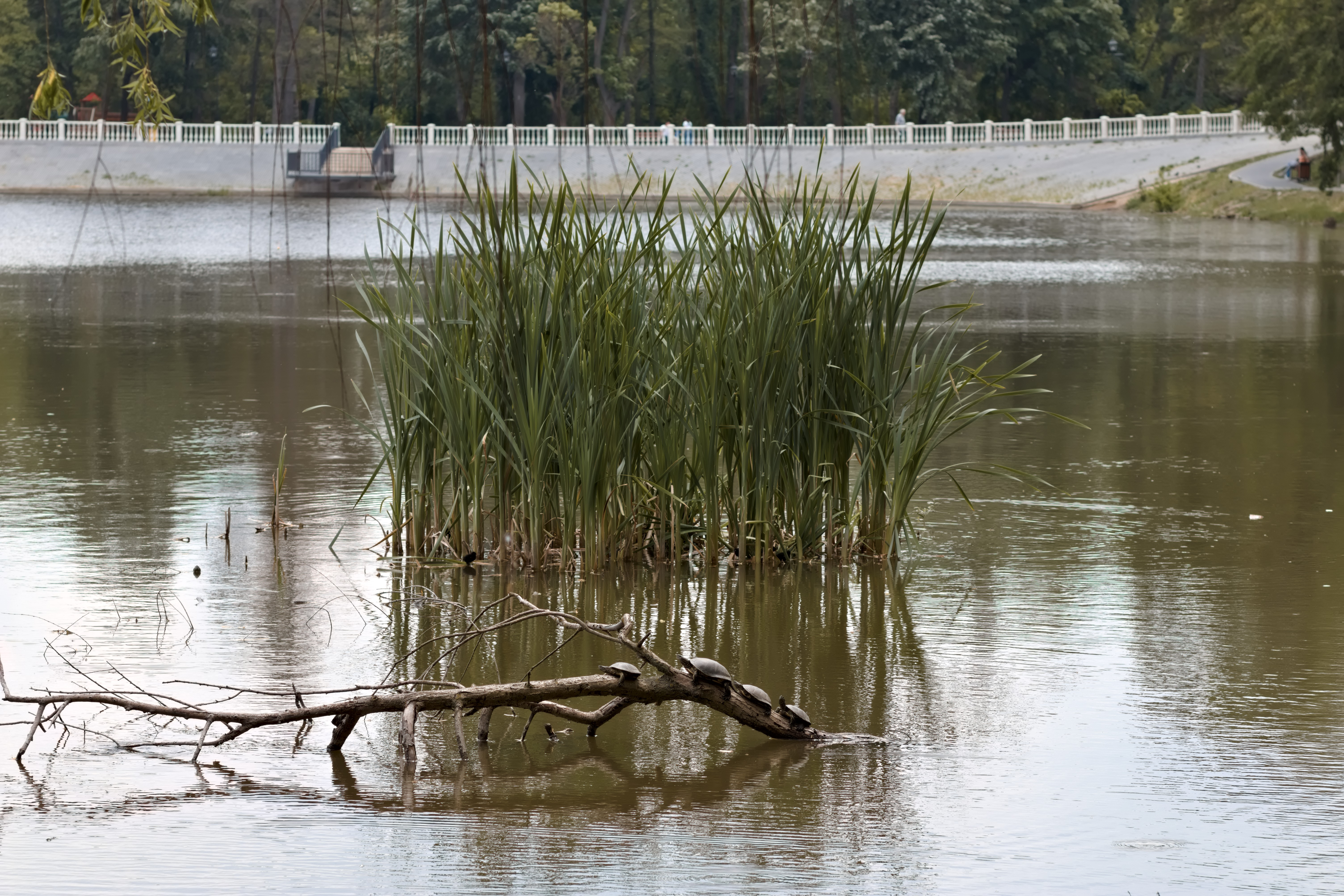
Broaște-țestoase